# José Marañón
José Marañón Barrio (Alcalá la Real, Jaén, 10 de abril de 1931 - Granada, 29 de octubre de 2007) fue un político español del Partido Socialista Obrero Español,alcalde de Alcalá la Real (Jaén) desde el 13 de marzo de 1979 al 5 de  abril de 1987, siendo el primero electo democráticamente del pueblo tras el fallecimiento de Francisco Franco.

## Biografía
José Marañón nació en el municipio jiennense de Alcalá la Real en 1931 y en las elecciones municipales de 1979 fue candidato del PSOE a la alcaldía de su ciudad natal. En estas elecciones el PSOE consiguió ser primera fuerza y obtuvo 10 concejales, que dieron a Marañón la alcaldía.
En las elecciones municipales de 1983 repitió como candidato socialista y logró revalidar la alcaldía, pasando de los 10 concejales a 13.
En las elecciones de 1987 ya no se presentó y fue sustituido por el también socialista Felipe López García. Durante su mandato se ubicó la Biblioteca Pública Municipal en la calle de Antonio Machado, se cedieron los terrenos para la construcción del polígono industrial de El Chaparral, se creó el Patronato Municipal de Minusválidos Psíquicos y se construyon una nueva estación de autobuses y una nueva guardería municipal.